# 부채날개매미충
부채날개매미충은 노린재목 큰날개매미충과의 곤충이다.

## 특징
몸의 길이는 9~10mm이다. 몸의 빛깔은 흑갈색이고 머리는 어두운 갈색이다. 이마는 넓고 짧으며 둘레는 솟아 있다. 겹눈은 어두운 갈색이고 홑눈은 노란색이다. 촉각은 황갈색이다. 얼굴은 어두운 갈색이며 양 옆은 황갈색이고 중앙 및 양 옆가장자리에 융기선이 있으나 뒷가장자리에 닿지 않는다. 앞가슴등판은 흑갈색이고 짧으며 정중선은 볼록하다. 작은방패판도 흑갈색이며 중앙에 있는 3개의 세로융기선이 앞쪽 끝에서 서로 좁혀진다.
배의 등면은 어두운 갈색이다. 앞날개는 무색 투명하고 날개맥은 어두운 갈색이다. 날개 주변에 어두운 갈색 띠가 넓게 있다. 뒷날개도 투명하고 날개맥과 가장자리는 어두운 갈색이다. 몸의 밑면과 다리는 황갈색이다. 대한민국, 일본, 타이완, 미크로네시아 등지에 분포한다.